# Japanische Aukube

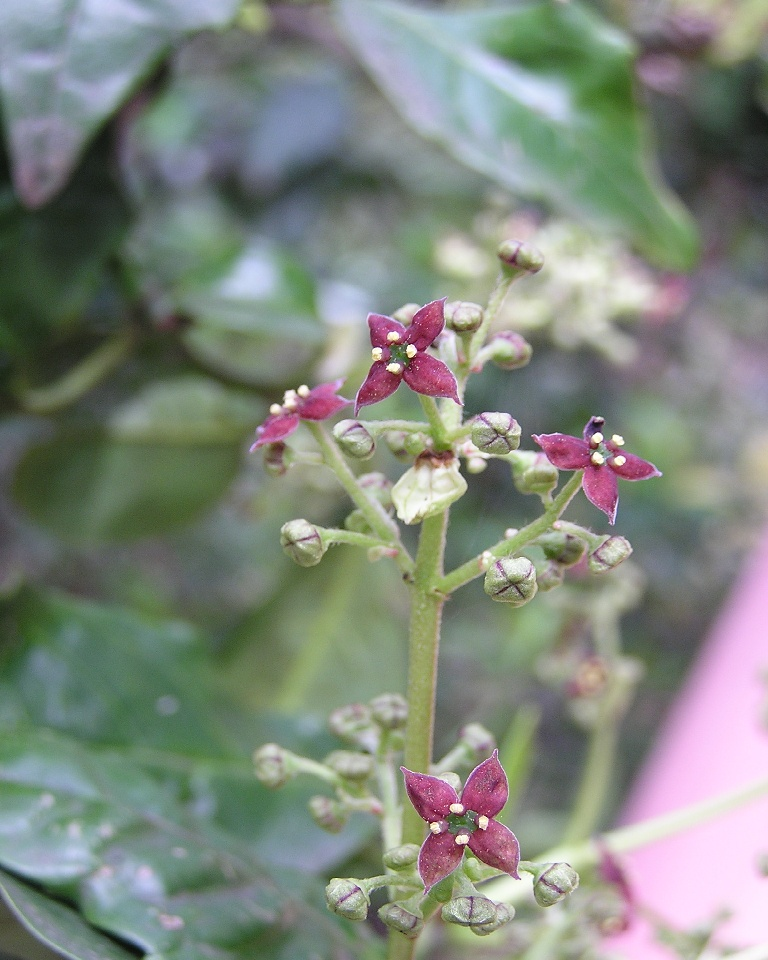
Männlicher Blütenstand

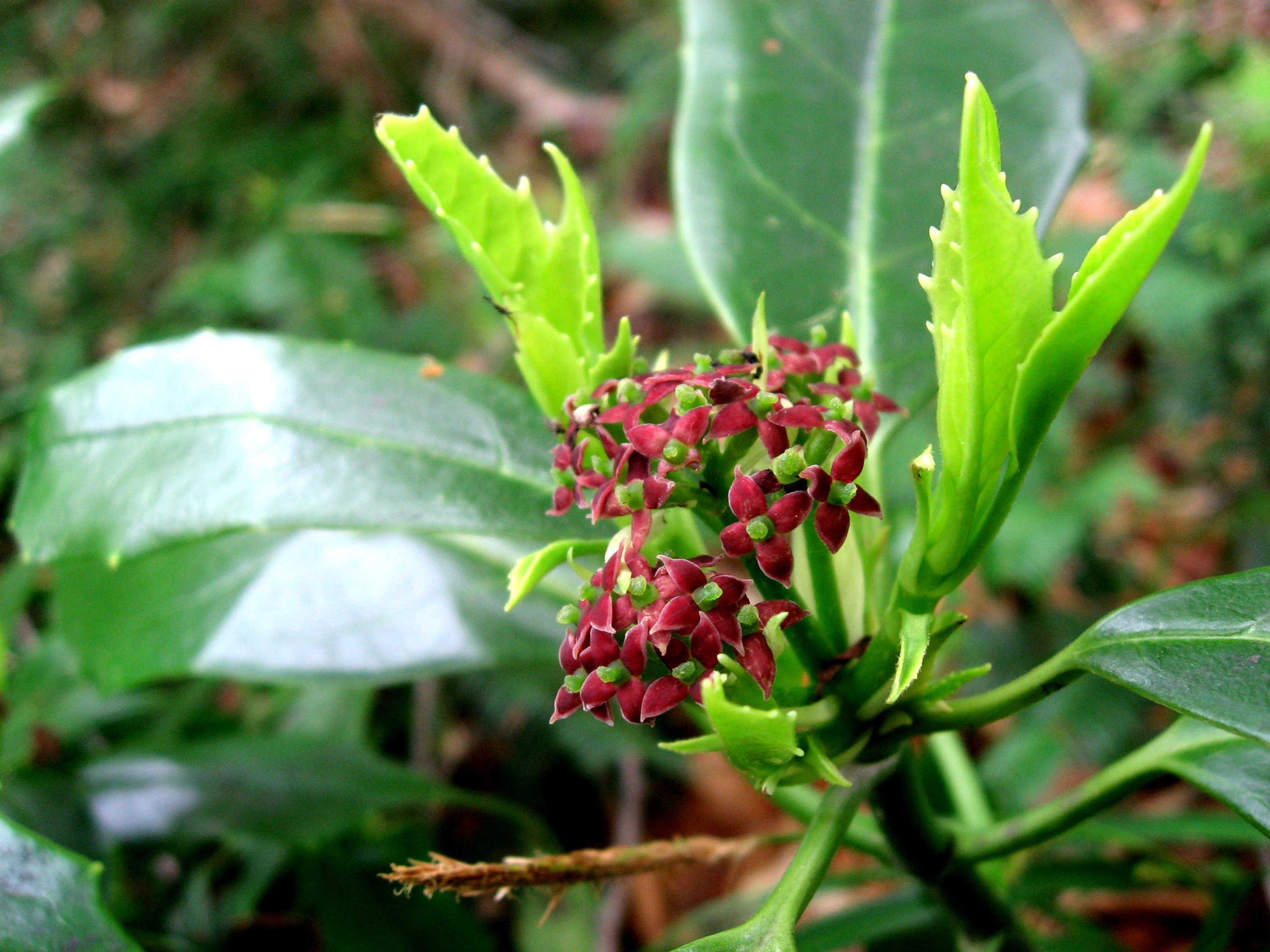
Weiblicher Blütenstand

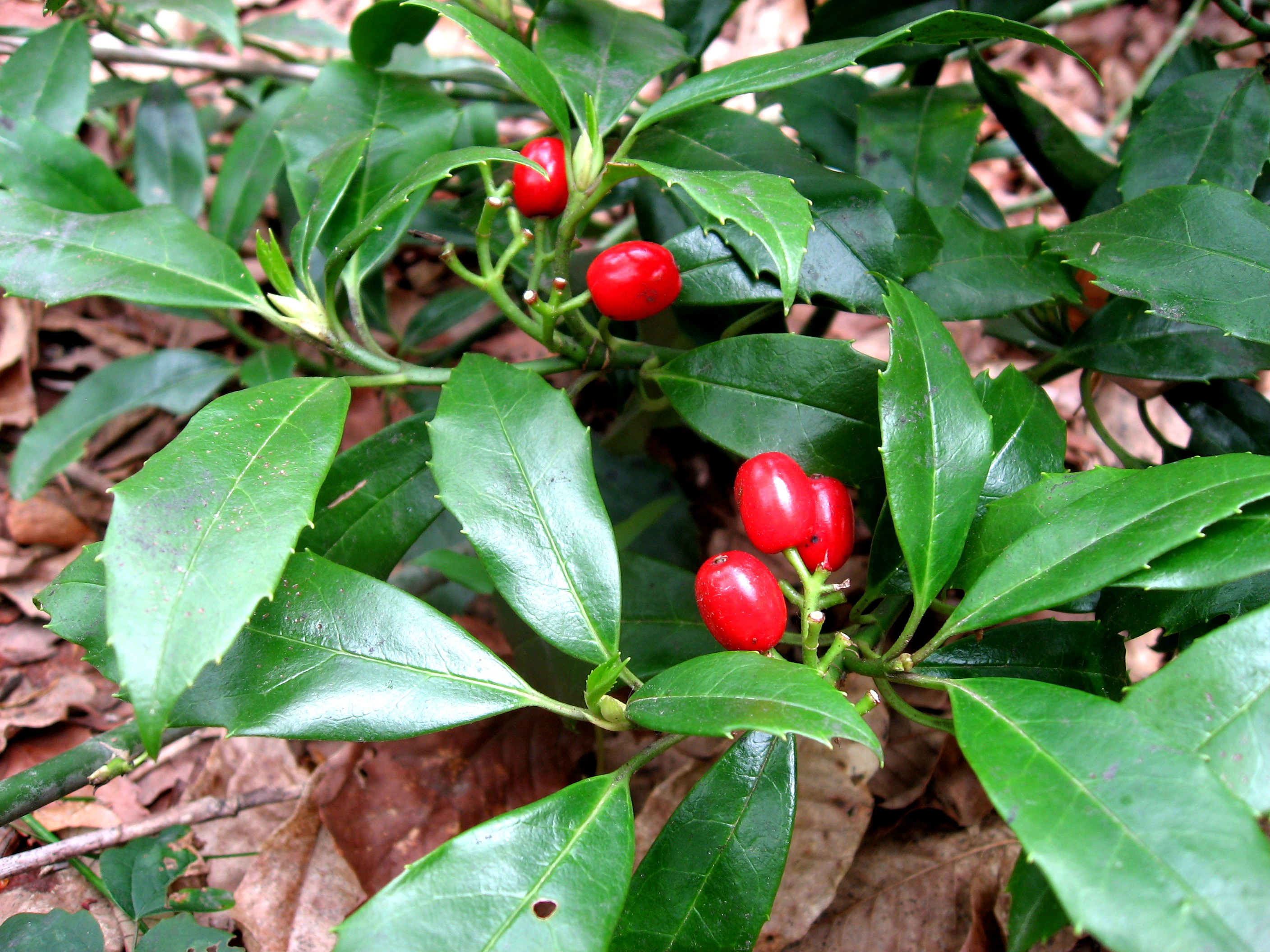
Früchte und Blätter

Die Japanische Aukube (Aucuba japonica), oder Japanische Goldorange auch Goldblatt, Japanlorbeer oder Metzgerpalme, wie die Schusterpalmen (Aspidistra) genannt, ist eine Pflanzenart, die zur Pflanzengattung Aukuben (Aucuba) in der Familie Garryaceae aus der Ordnung der Garryales gehört. Der deutsche Trivialname Goldorange bezieht sich auf die den Orangenbäumen ähnlichen Blätter und nicht auf die Früchte.

## Beschreibung
Die Japanische Aukube ist eine immergrüne, verholzende Pflanze; die Sträucher erreichen Wuchshöhen von 1 bis 2 (bis 3) m. Sie verzweigen sich dichotom. 
Die gegenständigen Laubblätter sind einfach, gestielt, elliptisch, ledrig, und bis etwa 20 cm lang. Die öfters mit gelben Flecken panaschierte, glänzende, kahle Spreite ist eiförmig bis elliptisch oder verkehrt-eiförmig sowie spitz bis zugespitzt, der Blattrand ist ganz und öfters im vorderen Teil unregelmäßig, entfernt, grob gesägt bis gezähnt. Die Nebenblätter fehlen.
Die Japanische Aukube ist zweihäusig (diözisch). Die Blüten erscheinen in endständigen, leicht behaarten Rispen, die weiblichen Blütenstände sind deutlich kleiner, kürzer. Die eingeschlechtigen, radiärsymmetrischen, relativ kleinen und kurz gestielten Blüten sind vierzählig mit doppelter Blütenhülle. Die Kelchblätter sind zu kleinen Zähnchen reduziert. Die vier freien, ausladenden, rötlich-braunen bis purpurfarbenen Blütenhüllblätter sind elliptisch mit einer schmalen, mehr oder weniger langen Spitze. Die männlichen Blüten besitzen vier, sehr kurze Staubblätter. Der einkammerige Fruchtknoten der weiblichen Blüten ist unterständig, im leicht behaarten Blütenbecher, mit kurzem, dickem Griffel und schräger, zungenförmiger Narbe. Es ist jeweils ein fleischiger Diskus vorhanden. Die Blüten erscheinen im Frühjahr und die Pflanze fruchtet im Herbst.
Es werden rote, ellipsoide und glatte, glänzende, beerenartige Steinfrüchte, die eine Länge bis etwa 2 cm, einen Durchmesser bis 10 mm aufweisen und meist nur einen Samen enthalten gebildet. Die Samen, Steinkerne, sind gefurcht und dunkelbraun.
Die Chromosomenzahl beträgt 2n = 16 oder 32.

## Verbreitung und Kultur
Die Heimat der mehr oder weniger winterharten Japanischen Aukube ist Japan, Korea, Taiwan und der südliche Teil der chinesischen Provinz Zhejiang. 
Die Japanische Aukube wurde in China und Japan schon lange Zeit kultiviert, bevor sie von den Europäern „entdeckt“ wurde. Sie wurde 1856 von Philipp Franz von Siebold in Europa eingeführt. Seit dieser Zeit sind mehrere Sorten gezüchtet worden. Es hängt vom örtlichen Klima ab, welche Sorten in Mitteleuropa ausreichend winterhart sind, meist werden sie in Mitteleuropa als Kübelpflanze gepflegt, mit einer frostfreien Überwinterung. Sie eignet sich auch für kühle Räume (Wintergärten) als Zimmerpflanze.
In Deutschland, wie z. B. im Ruhrgebiet, tritt die Japanische Aukube mittlerweile auch verwildert in ortsnahen Wäldern auf, einerseits durch generative Ausbreitung über die Früchte, andererseits auf vegetativem Weg über die Ablagerung von Gartenabfällen im Wald.

### Sorten
Von der Art Japanische Aukube (Aucuba japonica) gibt es mehrere Sorten (Auswahl):
- Aucuba japonica cv. 'Crotonifolia': Sie hat etwas größere Blätter als die Wildform.
- Aucuba japonica cv. 'Dentata': Die dunkelgrünen Blätter sind am Rand gezahnt, es werden schöne rote Früchte gebildet.
- Aucuba japonica cv. 'Fukurin': Die Blätter haben einen gelben Rand.
- Aucuba japonica cv. 'Grandis': Sie hat sehr große, gelbgrüne Blätter.
- Aucuba japonica cv. 'Hillieri': Sie hat glänzende Blätter und karminrote Früchte.
- Aucuba japonica cv. 'Longifolia': Sie hat schmale Blätter.
- Aucuba japonica cv. 'Nana Rotundifolia'
- Aucuba japonica cv. 'Picturata': Sie hat einen gelben Fleck in der Mitte des Blattes.
- Aucuba japonica cv. 'Rozannie': Sie bildet viele rote Früchte.
- Aucuba japonica cv. 'Variegata': Sie hat schöne gelbe Flecken auf den Blättern.

## Giftigkeit
Die Aukube enthält in den Blättern etwa 1 %, in den Samen sogar bis zu 3 % Aucubin.

## Weitere Bilder

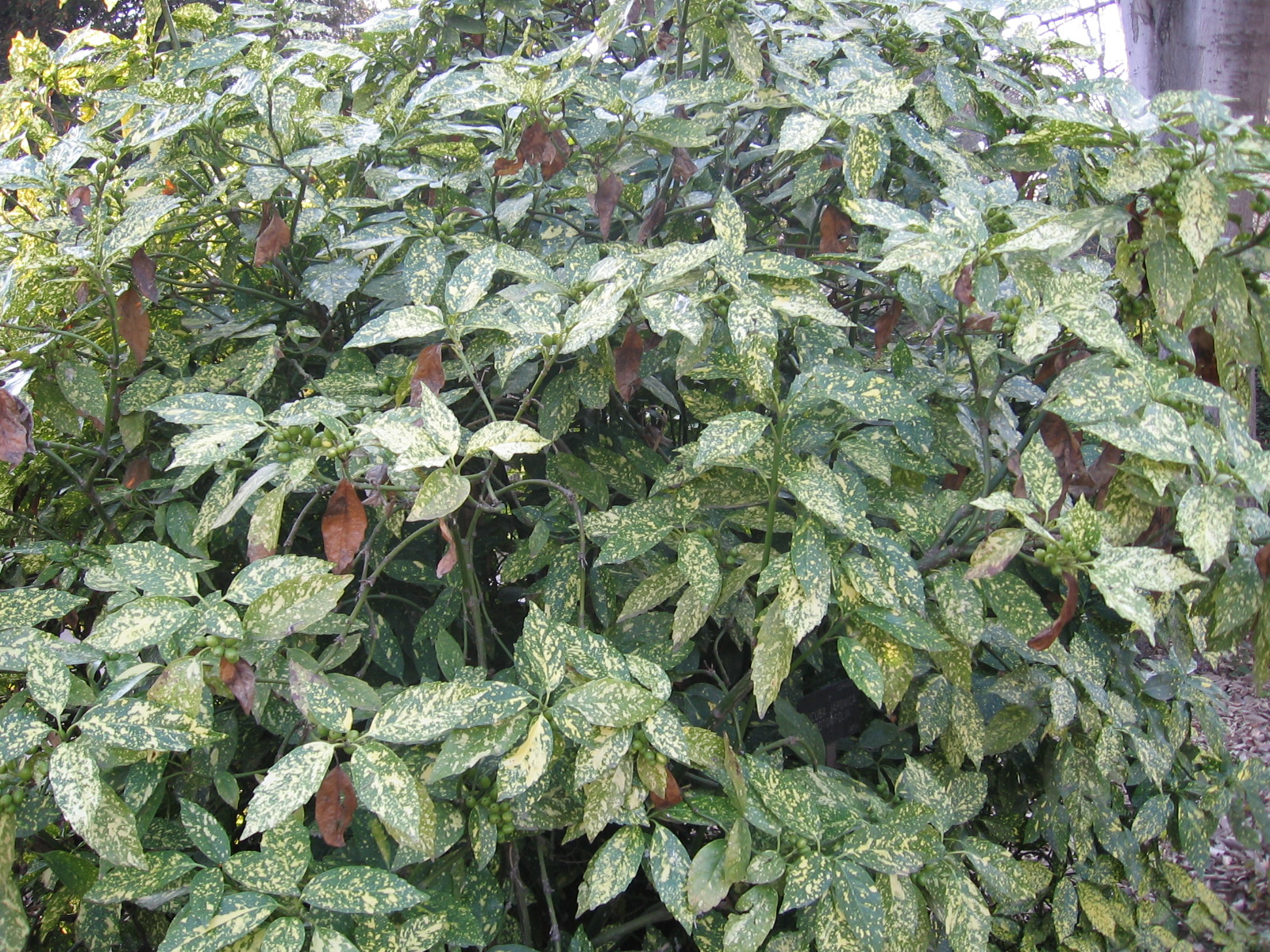
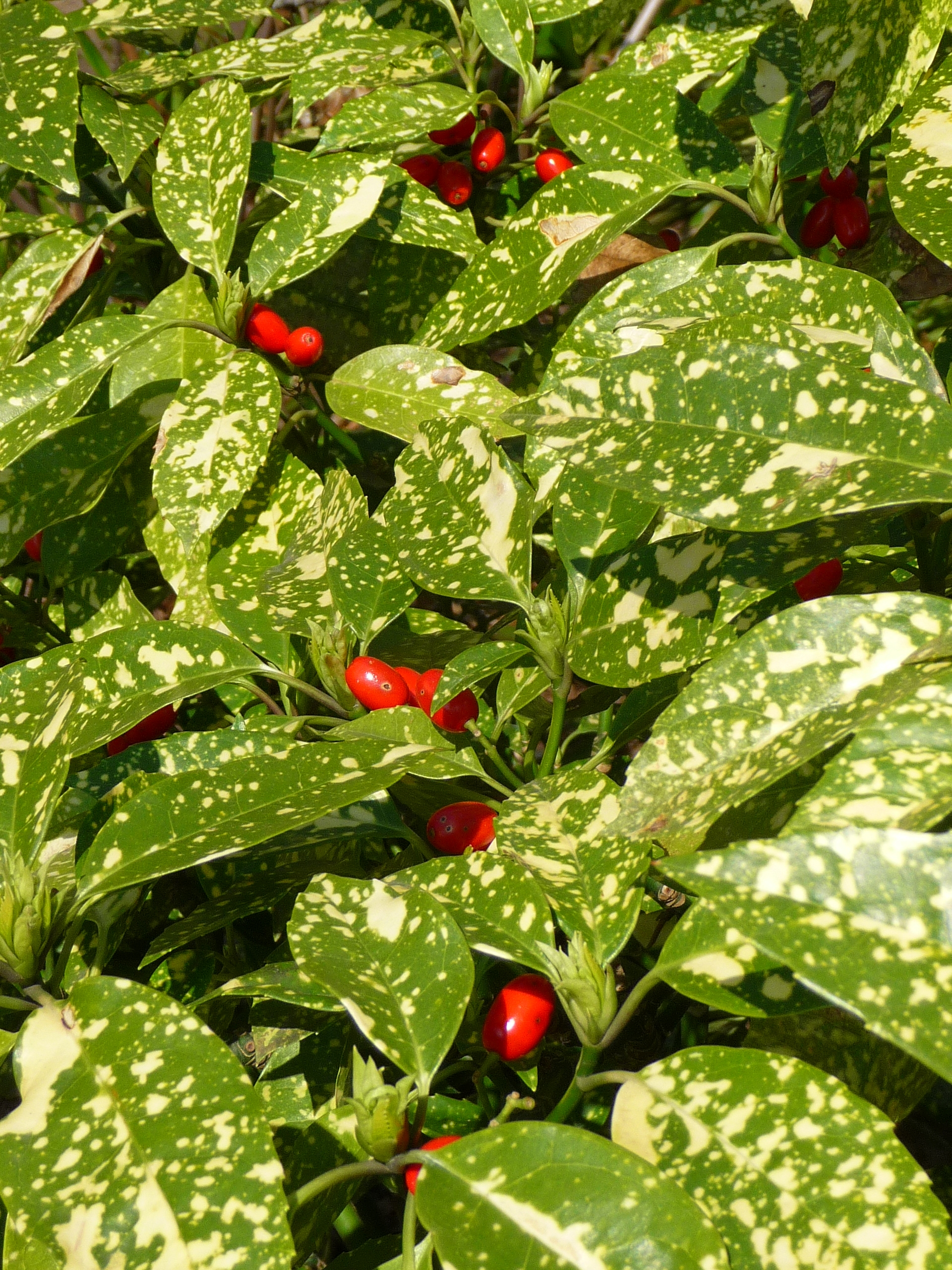

Japanische Aukube (Aucuba japonica cv. 'Crotonifolia'):
Japanische Aukube (Aucuba japonica cv. 'Variegata'): Panaschierte (buntblättrige) Form:

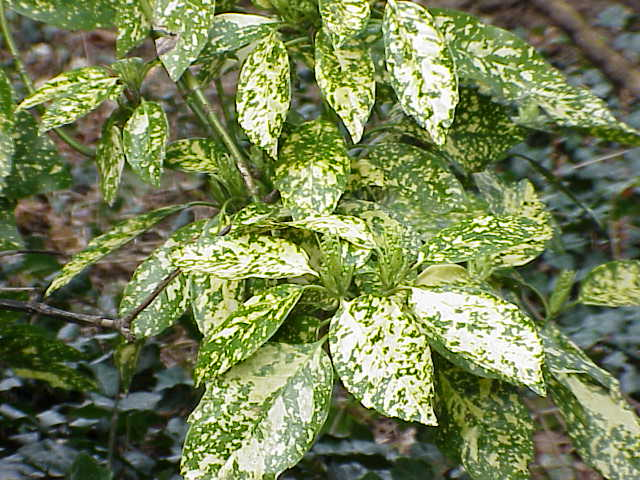
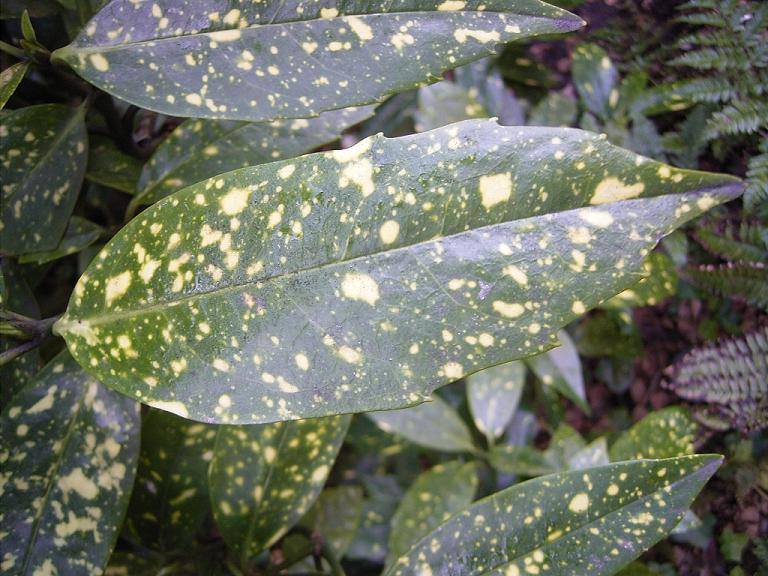